# هیروکی ماواتاری
هیروکی ماواتاری (انگلیسی: Hiroki Mawatari؛ زادهٔ ۱۶ اوت ۱۹۹۴) بازیکن فوتبال اهل ژاپن است.